# Big Kap
Keith Carter, pseud. Big Kap lub The Wardin (ur. 26 lutego 1967 w Nowym Jorku, zm. 3 lutego 2016) – amerykański didżej. Największą popularność przyniósł mu wydany w 1999 album The Tunnel nagrany wspólnie z Funkmaster Flexem.
W 2011 do internetu trafił filmik, na którym widać jak The Notorious B.I.G. rzuca butelką wody w Big Kapa, który tego dnia był jego DJ-em.
Zmarł nagle 3 lutego 2016 na atak serca w wieku 48 lat.